# Suure-Aru
Suure-Aru este o arie protejată (arie specială de conservare — SAC, sit de importanță comunitară — SCI) din Estonia întinsă pe o suprafață de 702,6 ha, integral pe uscat.

## Localizare
Centrul sitului Suure-Aru este situat la coordonatele 59°14′03″N 24°23′59″E / 59.2341°N 24.3997°E.

## Înființare
Situl Suure-Aru a fost declarat sit de importanță comunitară în ianuarie 2011 pentru a proteja un număr necunoscut de specii din flora spontană și fauna sălbatică aflate în arealul zonei. Situl a fost protejat și ca arie specială de conservare în noiembrie 2014.

## Biodiversitate
Situată în ecoregiunea boreală, aria protejată conține 2 habitate naturale: Mlaștini alcaline, Păduri caducifoliate de mlaștină fino-scandinave.
La baza desemnării sitului se află un număr nedeclarat de specii protejate.